# 拉松 (卡尔瓦多斯省)
拉松（法語：Lasson，法語發音：[lasɔ̃] ⓘ）是法国卡尔瓦多斯省的一个旧市镇，属于卡昂区。2016年，拉松与罗镇和贝桑地区塞克维尔合并为新的罗镇。

## 地理
拉松（49°14'1"N, 0°27'49"W）面积4.02 平方千米，位于法国诺曼底大区卡爾瓦多斯省，该省份为法国西北部沿海省份，北濒大西洋英吉利海峡，东北与滨海塞纳省以海上边界相接，东临厄尔省，南至奧恩省，西与芒什省接壤。
与拉松接壤的市镇（或旧市镇、城区）包括：凯龙、勒弗雷讷卡米伊、罗塞勒、罗镇、贝桑地区塞克维尔、塔昂。

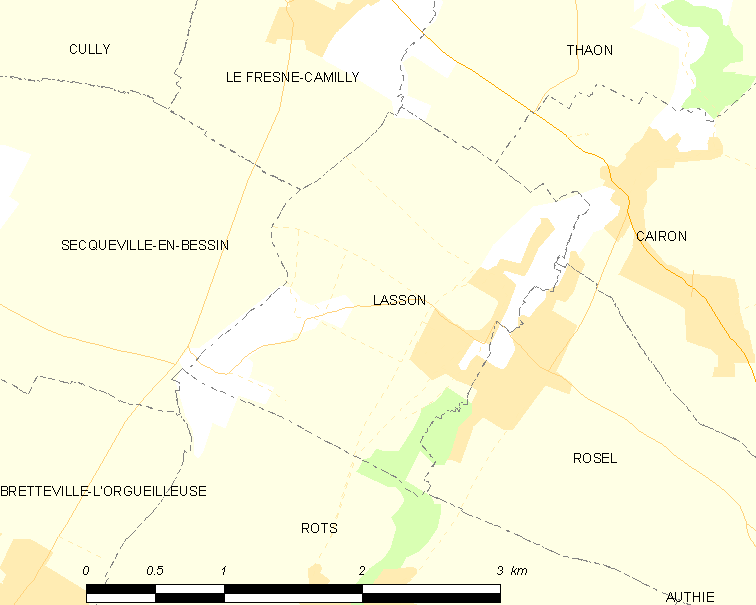
的OSM定位图

拉松的时区为UTC+01:00、UTC+02:00（夏令时）。

## 行政
拉松的邮政编码为14740，INSEE市镇编码为14356。

## 政治
拉松所属的省级选区为蒂和米县。

## 人口

1962-2008年间人口变化图示

拉松于2018年1月1日时的人口数量为568人。